# Marie-Anne-Louise Taschereau
Marie-Anne-Louise Taschereau, en religion Sœur Saint-François-Xavier, née le 18 octobre 1743 à Québec et morte le 16 mars 1825 à Québec, est une nonne canadienne. Elle est supérieure des Ursulines de Québec de 1793 à 1799, de 1805 à 1808 et de 1815 à 1817.

## Biographie
Elle est la fille de Thomas-Jacques Taschereau, patriarche de l'illustre famille Taschereau, et de Marie-Claire de Fleury de La Gorgendière (fille de Joseph de Fleury de La Gorgendière). Elle devient postulante ursuline le 13 mai 1764. Elle prononce ses vœux religieux le 12 août 1766 en présence de Jean-Olivier Briand, évêque de Québec. Enseignante, elle devient ensuite maîtresse générale des études et sacristine. En 1787, on la nomme au poste d'économe de la communauté. Son frère Gabriel-Elzéar lui vient en aide dans ses fonctions.
En 1793, elle est élue supérieure des Ursulines de Québec. Son premier mandat s'échelonne jusqu'en 1799, son deuxième de 1805 à 1808 et son troisième de 1815 à 1817. Durant son supériorat, elle voit passer 30 novices. À partir de 1818, elle occupe le poste de zélatrice et continue à servir sa communauté jusqu'à son décès à l’âge de 81 ans.